# HD 44953
HD 44953，又名BD-19 1435，SAO 151453、HR 2306，是一颗恒星，视星等为6.6，位于銀經227.89，銀緯-14.78，其B1900.0坐标为赤經6h 19m 28.1s，赤緯-19° -14.78′ 0″。